# Zhongnanhai

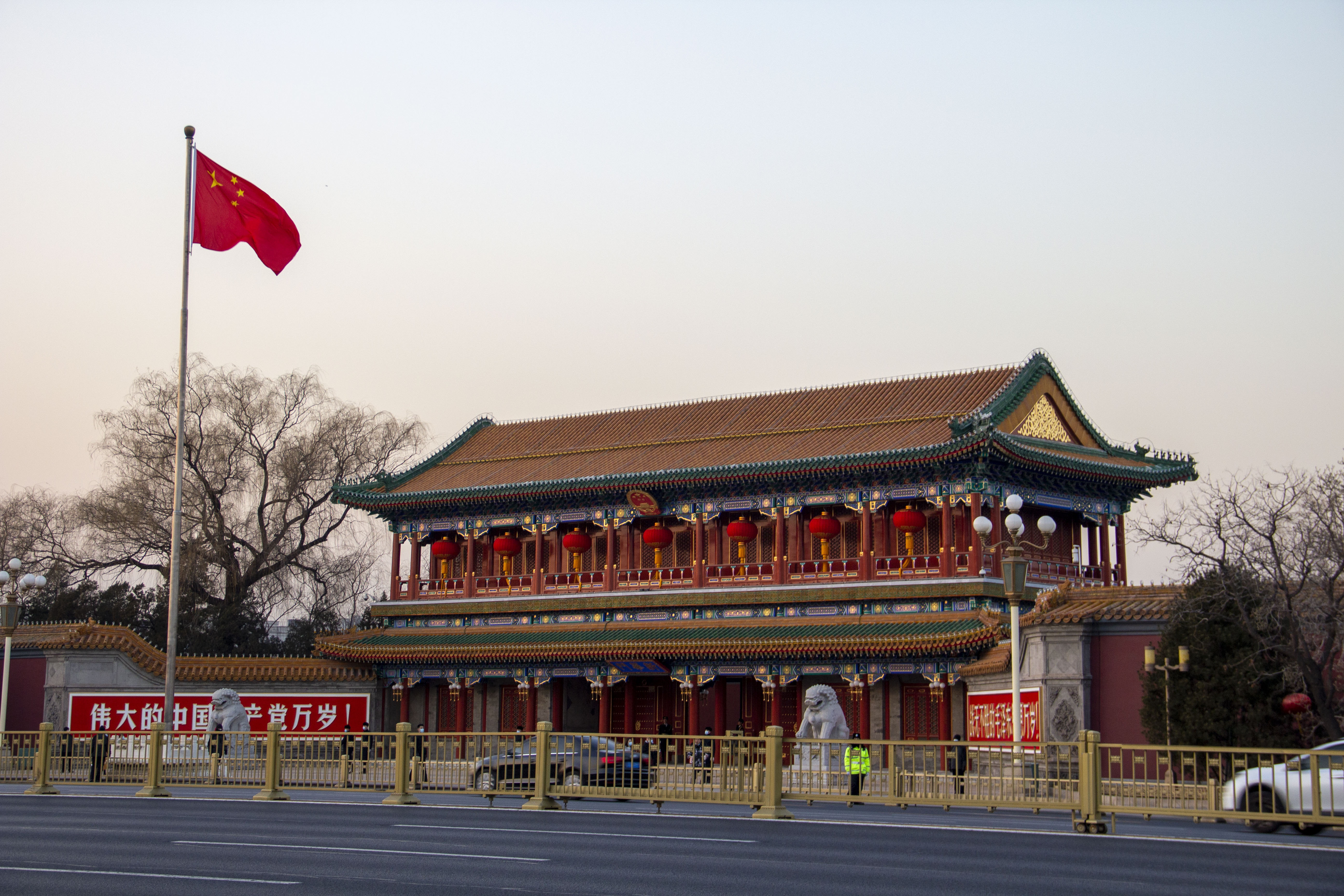
Xinhuamen, o "Portão da Nova China", construindo sob as ordens do ex-presidente que depois se auto-proclamou imperador Yuan Shikai e que serve como entrada principal do complexo de Zhongnanhai

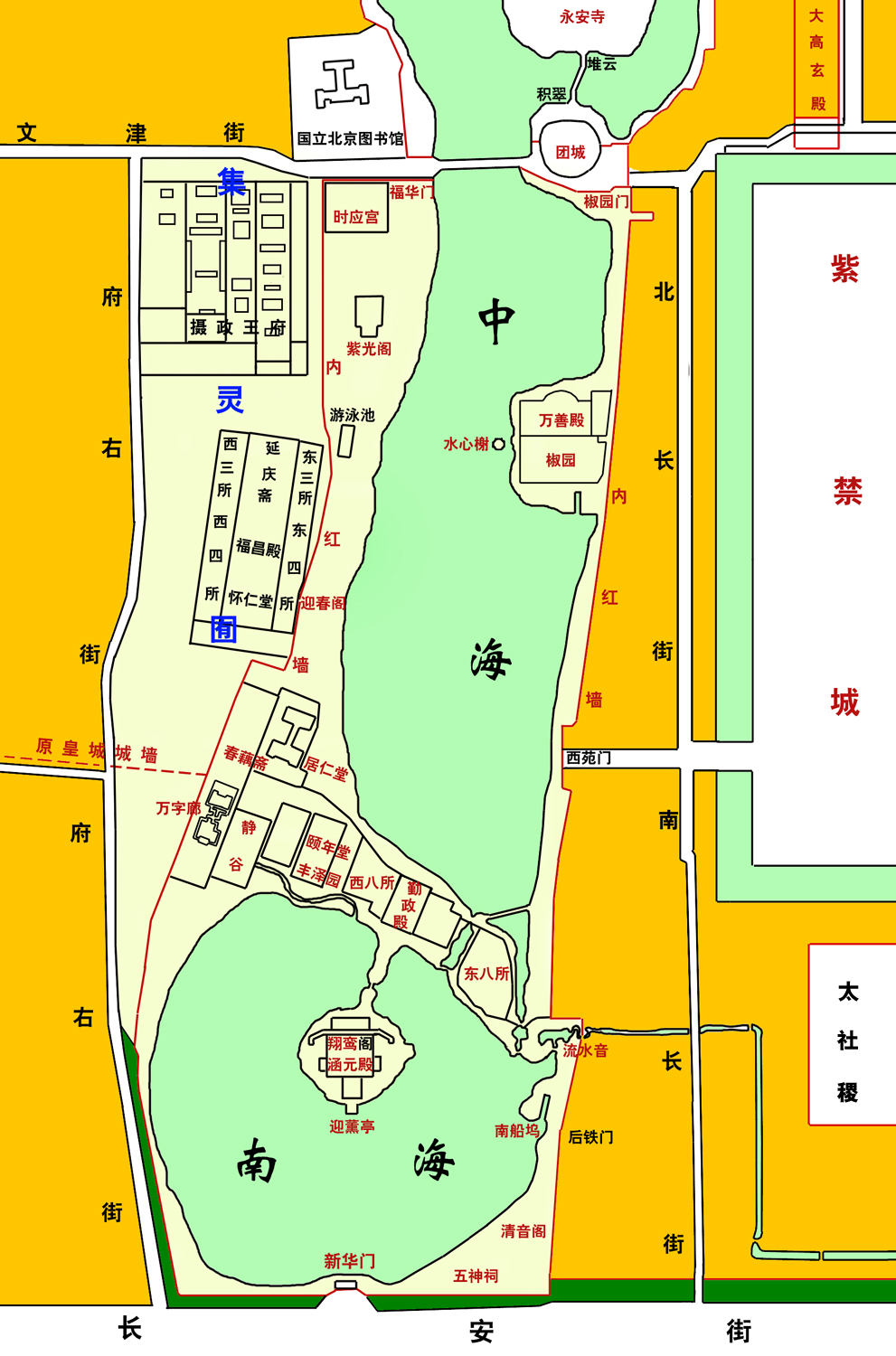
Mapa de Zhongnanhai

Zhongnanhai (chinês:中南海, pinyin:Zhōngnánhăi) é um complexo de edifícios de Pequim, a oeste da Cidade Proibida, onde está localizado o escritório central do Partido Comunista da China e também a sede oficial do governo da República Popular da China.
A palavra Zhongnanhai significa "mares" ou "lagos centrais e do sul" em referência a dois lagos que se encontram no interior do complexo que, de forma metonímica, designa também a administração do governo da República Popular da China.
Os Secretário-Geral do Partido Comunista da China, como o atual Xi Jinping, e outros líderes do Partido Comunista, se reúnem frequentemente com outros dignitários oficiais no complexo.
Desde que Zhongnanhai se converteu em complexo governamental central, ele permaneceu inacessível ao público. No entanto, nos anos de liberdade relativa que se seguiram ao final da Revolução Cultural, de 1977 a 1985, o complexo esteve aberto ao público. Depois do tumulto político que aconteceu na Praça da Paz Celestial, em 1989, o acesso voltou a ser restringido.
Zhongnanhai também foi o lugar das manifestações de Falun Gong, em 1999.